# معركة رودس
معركة رودس هي معركة وقعت في 4–16 مايو 1912م بجزيرة رودس اليونانية كجزء من الحرب العثمانية الإيطالية . بين قوات الدولة العثمانية وقوات مملكة إيطاليا ،انتهت المعركة بانتصار مملكة إيطاليا.
أستغرقت المعركة ثلاثة عشر يوماً مع استعانة الإيطاليين بقواتهم البحرية ومشاركة أسطولهم البحري وانهت مملكة إيطاليا بانتصارها في هذة المعركة على السيطرة العثمانية على جزيرة رودس التي قاربت من 400 عاماً .